# Pterolophia pilosipes
Pterolophia pilosipes là một loài bọ cánh cứng trong họ Cerambycidae.